# Henri-Jacques-Guillaume Clarke
Henri-Jacques-Guillaume Clarke, greve av Hüneburg och hertig av Feltre, född 17 oktober 1765, död 28 oktober 1818, var en fransk militär.
Clarke härstammade från en adlig irländsk familj, kom tidigt i militär tjänst och utnämndes på slagfältet vid Hochheim 1793 till generalmajor men avsattes kort därefter som adelsman och fängslades. År 1795 återfick han sin tjänst, blev generallöjtnant och sändes att övervaka Napoleon Bonaparte, men anslöt sig i stället till denne. 1801-1804 var han ambassadör i Kungariket Etrurien, och därefter en tid Napoleons sekreterare innan han 1807 blev krigsminister. 1814 hyllade Clarke Ludvig XVIII och utnämndes till pär av Frankrike. 1815 blev han krigsminister och följde under de hundra dagarna kungen till Gent. Vid återkomsten gick han hårt fram mot de officerare som hyllat Napoleon och utnämndes till marskalk men måste redan 1816 lämna krigsministerposten.